# Халл, Лекси
Лекси Лорен Халл (англ. Lexie Lauren Hull; родилась 13 сентября 1999 года, Либерти-Лейк, штат Вашингтон, США) — американская профессиональная баскетболистка, выступающая в женской национальной баскетбольной ассоциации за команду «Индиана Фивер», которой была выбрана на драфте ВНБА 2022 года в первом раунде под общим шестым номером. Играет на позиции атакующего защитника.

## Ранние годы
Лекси родилась 13 сентября 1999 года в городке Либерти-Лейк (штат Вашингтон) в семье Джейсона и Джейми Халл, у неё есть сестра-близнец Лейси, также играющая в баскетбол, училась же в соседнем городе Спокан-Валли в средней школе центральной долины, в которой выступала за местную баскетбольную команду.